# 三浦久兵衛
三浦 久兵衛（みうら きゅうべえ、1921年頃 - 2006年）は、日本の漁師。
秋田県出身で、「最後のクニマス漁師」と言われ、田沢湖でクニマスが絶滅した後は、魚卵を分けたとされる地域での探索活動をおこなった。

## 生涯
田沢湖畔で代々漁師を営む家に生まれ、自身も漁師となる。長男によると、捕獲したクニマスについて「網を引き揚げる時の手の感触、キラキラ光る感じが忘れられない」と話していたという。
しかし、1940年に強酸性の川水を中和して発電や農業に利用する目的で、玉川の水が田沢湖に引き込まれ、それから1年以内にクニマスは姿を消した。三浦ら漁師は玉川の水を入れることで魚がいなくなることは予測していたが、「戦争に入って居り、国策遂行に逆らう事は国賊」（三浦自身の手記の表現）という事情で反対することはできなかった。
戦後、三浦は先祖の残した史料から山梨県の漁業組合に魚卵を分けたという記録を見つける。これに着目した三浦は、地元の雑誌『真東風』に「幻の魚国鱒」という文章を1978年に発表する。これをきっかけに地元の観光協会が1993年から1995年にかけて懸賞金を付けてクニマス探索キャンペーンを実施したが、このときは発見には至らなかった。
クニマスが山梨県の西湖で発見されたのは、三浦の死去から4年後だった。

## 関連書籍
- 池田まき子『クニマスは生きていた』汐文社、2017年